# Nanzhang (Xiangyang)
Nanzhang (chiń. upr. 南漳县; chiń. trad. 南漳縣; pinyin Nánzhāng Xiàn) – powiat w południowo-zachodniej części prefektury miejskiej Xiangyang w prowincji Hubei w Chińskiej Republice Ludowej. Według danych z 2010 roku, liczba mieszkańców powiatu wynosiła 533661.